# Chemiefrei
Chemiefrei (auch Chemikalienfrei) ist ein Marketing-Begriff, der implizieren soll, dass ein Produkt sicher, gesund oder umweltfreundlich ist, weil es nur über „natürliche“ Inhaltsstoffe verfügt. Der Begriff ist irreführend, da quasi die ganze Welt aus chemischen Stoffen besteht. „Chemikalie“ ist im Grunde genommen lediglich ein Synonym für Materie – alle Stoffe, die man im Alltag begegnet sind Chemikalien bzw. chemische Gemische, darunter auch Wasser und Luft.
In der Werbung soll „chemiefrei“ jedoch bedeuten, dass ein Produkt frei von vermeintlich „künstlichen“ Inhaltsstoffen ist. Trotz der Irreführung ist der Begriff in vielen Ländern in der Werbung erlaubt, wie z. B. im Vereinigten Königreich. Auch in deutschsprachigen Ländern wird der Begriff nach wie vor verwendet, Websites wie chemiefrei.at und chemie-frei.de propagieren unter anderem fälschlicherweise den Verzicht auf Chemikalien in Reinigungsmitteln.
In einer 1997 von der Chemikerin Gayle Nicoll durchgeführten Studie zum Verständnis des Begriffs „Chemikalie“ unter US-amerikanischen Studenten wurde festgestellt, dass Menschen möglicherweise sowohl eine wissenschaftliche als auch eine umgangssprachliche Definition von „Chemikalie“ haben, ohne diese beiden Definitionen miteinander zu verknüpfen. Dies kann bewusst oder unbewusst geschehen. Der Begriff „chemisch“ variiert je nach Kontext in seiner Bedeutung.